# 布拉里克姆

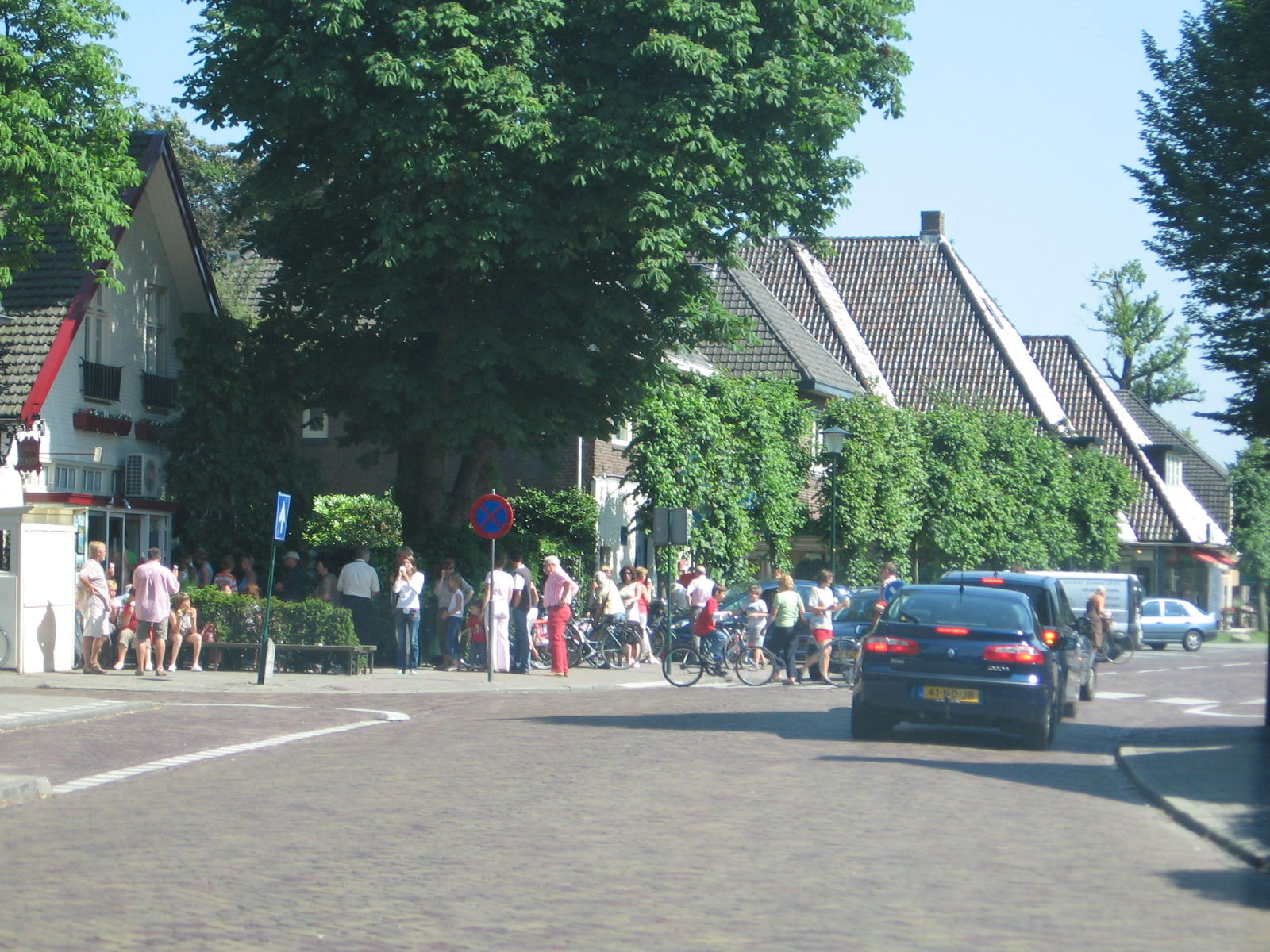

布拉里克姆（荷蘭語：Blaricum，荷蘭語發音：[ˈblaːrikʏm] ⓘ）是荷蘭北荷蘭省的城鎮，位於該國西北部，距離首都阿姆斯特丹26公里，面積15.58平方公里，2007年人口9,106，人口密度為每平方公里818人。